# Qafarlı
Qafarlı är en ort i Azerbajdzjan.   Den ligger i distriktet Bərdə Rayonu, i den centrala delen av landet, 230 km väster om huvudstaden Baku. Qafarlı ligger 45 meter över havet och antalet invånare är 396.
Terrängen runt Qafarlı är platt. Närmaste större samhälle är Barda, 5,6 km väster om Qafarlı.
Omgivningarna runt Qafarlı är en mosaik av jordbruksmark och naturlig växtlighet. Runt Qafarlı är det ganska tätbefolkat, med 129 invånare per kvadratkilometer.